# Daniel Němec
Daniel Němec (* 13. listopadu 1974) je bývalý český fotbalista.

## Fotbalová kariéra
V české lize hrál za FC Union Cheb. V české lize nastoupil v 9 utkáních.

## Ligová bilance
| Ročník                          | Zápasy | Góly | Klub           |
| ------------------------------- | ------ | ---- | -------------- |
| 1. česká fotbalová liga 1993/94 | 8      | 0    | SKP Union Cheb |
| 1. česká fotbalová liga 1994/95 | 1      | 0    | FC Union Cheb  |
| CELKEM                          | 9      | 0    |                |